# Targoszyce (Jaroszówka)
Targoszyce – kolonia wsi Jaroszówka w Polsce, położona w województwie dolnośląskim, w powiecie legnickim, w gminie Chojnów.
W latach 1975–1998 kolonia należała do województwa legnickiego.